# Motor de pistón doble

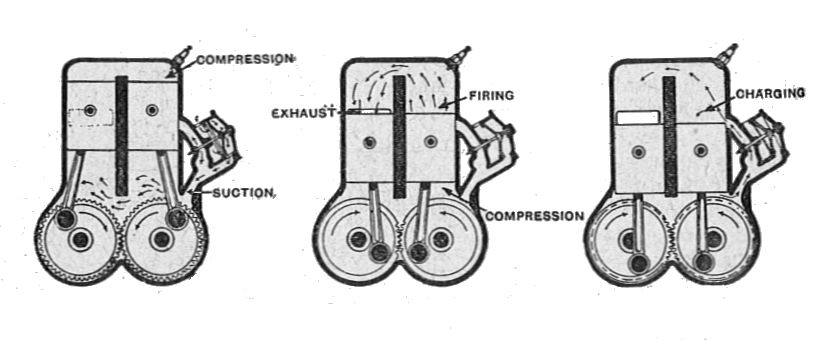
Motor de la marca 'Valveless' de 1919, mostrando su ciclo de funcionamiento

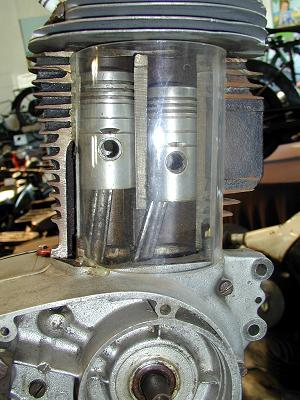
Motor Puch. Diseño posterior a la Segunda Guerra Mundial, con el carburador en la parte delantera debajo del escape (no visible). Una tronera es visible en la parte posterior, así como las bielas con perfil en forma de lomo de cerdo

El motor de pistón doble (en inglés, split-single, "simple dividido"; y en alemán Doppelkolbenmotor, "motor de doble pistón"), es una variante del motor de dos tiempos con dos cilindros que comparten una sola cámara de combustión.

## Principio de funcionamiento

Animación

Animación del funcionamiento de un motor Arnold Zoller

El sistema del motor de pistón doble envía la mezcla de combustible y aire desde la tronera de admisión impulsada hacia arriba por un pistón hacia la cámara de combustión, barriendo el gas de escape por el otro orificio hacia afuera por una tronera opuesta a la de admisión.
El fundamento del ciclo de dos tiempos en uno de estos motores se diferencia del de un motor monocilíndrico estándar, en que puede proporcionar una mejor eliminación de gases de escape al mismo tiempo que minimiza la pérdida de carga de combustible/aire fresco sin quemar a través de la tronera de escape. En consecuencia, uno de estos motores ofrece una mayor economía y puede funcionar mejor con pequeñas aperturas de aceleración.
Una desventaja es que, a cambio de solo una mejora marginal en el rendimiento, es un motor más pesado y más costoso. Dado que es posible producir un motor bicilíndrico estándar de dos tiempos a un costo equivalente a uno de doble pistón, parece inevitable que este último desapareciera.
Ha habido modelos "sencillos" (es decir, de dos pistones) y "gemelos" (es decir, de cuatro). Cuando se utilizaban en una motocicleta, algunos de estos motores tenían el carburador montado inusualmente en la parte delantera, debajo del escape.

## Historia
En los 60 años de historia de esta disposición, hubo dos variantes importantes. Las primeras versiones tienen una biela única en forma de Y o en forma de V, y se parecen mucho a un motor motor monocilíndrico de dos tiempos con un solo escape, un solo carburador en el lugar habitual detrás de los cilindros y una sola bujía. Las versiones de competición de este diseño se podían confundir con un cilindro doble normal, ya que tenían dos escapes o dos carburadores, pero en realidad estaban conectados a una sola perforación en un motor con una sola cámara de combustión. Algunos modelos, incluidos los de producción en serie, utilizaban dos bujías que se encendían en la misma cámara de combustión.
Después de la Segunda Guerra Mundial, los mecanismos internos más sofisticados mejoraron la fiabilidad mecánica y llevaron al carburador a colocarse en la parte delantera del bloque motor, debajo del lado del escape. Esta es una configuración que se utilizó en el Puch 250 SGS y se vendió en los Estados Unidos por Sears desde la década de 1950 hasta principios de la década de 1970 bajo su propia marca, Allstate. En la publicidad de Sears se hace referencia al motor como un "Twingle".

### Lucas (1905)
El primer motor de pistón doble fue el Lucas, construido en el Reino Unido en 1905. Utilizaba 2 cigüeñales separados conectados por engranajes para impulsar 2 pistones separados, de modo que el motor tenía un equilibrio primario perfecto.

### Garelli (1912)
En 1912, el ingeniero italiano Adalberto Garelli patentó un motor de pistón doble que usaba una biela única y un pasador que enlazaba ambos pistones. Su compañía, Garelli, produjo una versión de 346 cc para su uso en motocicletas de carretera y de competición. La producción continuó hasta 1926, momento en el que Garelli se estaba concentrando cada vez más en el mercado militar. Las motocicletas Garelli se mantuvieron en el mercado hasta finales de la década de 1990, pero no desarrollaron ni produjeron más estos motores.

### Trojan (1913)
El Trojan de dos tiempos, como se usó a partir de 1913 en el Trojan car fabricado en el Reino Unido, se inventó de forma independiente, pero actualmente se describiría como un motor de pistón doble. Las fotografías de un modelo "gemelo" de 1927 expuesto en el Museo de Ciencias de Londres muestran sus elementos internos. El diseño de los cilindros "de proa y popa" significa que la biela en forma de V debe flexionarse ligeramente con cada revolución. A diferencia de los motores de motocicletas alemanes y austriacos del mismo tipo, este motor estaba refrigerado por agua.
Trojan también hizo otro motor de pistón doble después, con los cilindros dispuestos en forma de 'V'. El diseño inusual 'V6' tenía dos juegos de cilindros de pistón doble (4 cilindros en total) en un banco de la V, y dos cilindros con la sobrealimentación de barrido en el otro banco de la V.

### Puch (1923–1970)
Después de que terminó la Primera Guerra Mundial, la industria austriaca luchó por recuperarse. El ingeniero italiano Giovanni Marcellino llegó a la fábrica principal de Puch en Graz para cancelar la producción. Pero en lugar de liquidar la fábrica, se instaló en la ciudad y, en 1923, diseñó e inició la producción de un nuevo motor de pistón doble con temporización de troneras asimétrica, inspirándose en los motores de pistones opuestos industriales. Según lo dispuesto en una motocicleta típica, el diseño de Marcellino tenía los pistones uno detrás del otro, a diferencia de los pistones de Garelli, que estaban uno al lado del otro. El nuevo sistema permitió un mejor llenado del cilindro y una carrera más larga. Para evitar la flexión de la biela, el cojinete del extremo del pistón estaba dispuesto para deslizarse ligeramente hacia adelante y hacia atrás en el propio pistón. En 1931, Puch ganó el Gran Premio de Alemania con un motor de pistón doble sobrealimentado, aunque en los años siguientes fueron eclipsados por los motores DKW del mismo tipo.
Después de la Segunda Guerra Mundial, la producción del motor Puch de pistón doble se reinició en 1949, con un sistema mejorado consistente en una biela con una bisagra en la parte posterior de la otra. Estos motores solían utilizar el pistón delantero para controlar los puertos de admisión y de escape, con el interesante resultado de que el carburador estaba en la parte delantera del motor, debajo y al lado del escape. El pistón trasero controlaba la tronera de transferencia del cigüeñal al cilindro. Cada vez más, estos modelos estaban equipados con una bomba de mezcla de aceite, alimentada desde un depósito incorporado en el tanque de gasolina. Algunos también disponían de un sistema de encendido de bujías gemelas dispuestas en una cámara de combustión con forma de figura casi de un "ocho". Sears comercializó en los Estados Unidos una cantidad considerable de estos motores Puch SGS equipados con estas innovaciones, como el "Allstate 250" o "Twingle". Las mejoras redujeron, si no eliminaron virtualmente, el problema anterior de ensuciamiento de las troneras de los dos tiempos. Un total de 38.584 motocicletas Puch 250 SGS se produjeron entre 1953 y 1970. Puch abandonó las carreras en la década de 1950, y la producción de los motores de pistón doble terminó alrededor de 1970, pero las máquinas en sí mismas siguen siendo bien consideradas y son apreciadas por los coleccionistas.

### DKW (1931–1939)
En 1931, los motores de pistón doble producidos por Ing Zoller se usaron en carreras de motocicletas y ayudaron a DKW a dominar las clases de carreras de motocicletas más pequeñas en el período de entreguerras.

### Duray Indianapolis 500 (1932)
En 1932, el automóvil Mallory Special conducido en Indianápolis por Duray utilizó un motor Duray de 16 cilindros de dos tiempos, con una configuración de pistones dobles.

### Monaco-Trossi (1935)
En 1935, el automóvil del Grand Prix de Monaco-Trossi se construyó con un motor radial de 16 cilindros con una configuración de pistones dobles.

### EMC (1937–1952)
La Ehrlich Motor Company (EMC) fabricó en el Reino Unido motores de motocicleta de 350 cc y pistón doble desde 1947 hasta 1952. Después de 1948, el motor se equipó con una bomba de aceite controlada por el acelerador, que dispensaba aceite al combustible en una proporción variable en función de la apertura del acelerador, en lugar de mezclar previamente el aceite con el combustible.

### Iso Autoveicoli (1953–1956)
Iso Autoveicoli diseñó en 1953–56 su coche burbuja, el Isetta, equipado con un motor de motocicleta de pistón doble de 236 cc y 7.1 kW (9.5 CV).

### TWN (1946–1957)
La compañía alemana de motocicletas TWN (originalmente parte de Triumph Motorcycles en el Reino Unido) experimentó con estos motores en 1939, y comenzó a producir dos modelos cuando se reanudó la producción en 1946. Usaron una biela en forma de Y, por lo que los pistones están situados "lado a lado", lo que hace que el motor sea un poco diferente visualmente a un motor de dos tiempos, con el carburador en el lugar habitual detrás del orificio del cilindro de entrada.
El BDG125 125 cc se fabricó de 1946 a 1957, el BDG250 250 cc de 1946 a 1957, el Cornet 200 cc de 1954 a 1957 (equipo eléctrico de 12 v, pero sin arranque), el Boss 350 cc de 1953 a 1957 y el Contessa scooter 200 cc de 1954 a 1957. La forma bulbosa del escape del Cornet y del Boss es una característica de las motocicletas TWN de dos tiempos, no vinculada al motor de pistón doble. Toda la producción de motocicletas TWN cesó en 1957.

## Ventajas e inconvenientes

### Implicaciones fiscales
Para las cuestiones fiscales de los vehículos modernos, el motor de pistón doble no sufre penalizaciones y tampoco ofrece ninguna ventaja, puesto que solo se considera la cilindrada, no el número de cilindros o bujías. Esto sigue siendo cierto incluso si los dos pistones no son del mismo tamaño y tienen diferentes encendidos (mecánicamente posible, aunque raramente usados). Esto no siempre fue así (véase el concepto de caballo fiscal y cómo se calculaba en el Reino Unido y en algunos países europeos en las décadas de 1920 y 1930).

### Lubricación
Los problemas de lubricación de las primeras versiones "lado a lado" con el carburador en el lugar "normal" (detrás del cilindro), fueron sustancialmente los mismos que presentan todos los otros motores de dos tiempos que funcionan con la misma mezcla "gasolina-aceite". Sin embargo, se redujeron mucho en los últimos modelos, ya que la mezcla fría y lubricada se entregaba directamente en el lado donde el pistón está más caliente, gracias a que el carburador estaba situado en la parte delantera del motor debajo del escape.

### Contaminación
Los niveles de contaminación de las versiones originales de las décadas de 1920 y 1930 eran similares a otras formas de motores de dos tiempos; sin embargo, los modelos de posguerra de Puch (comercializados en los EE. UU. por Sears, Roebuck and Co.) fueron de los primeros en recibir un sistema de inyección con bomba de aceite, lo que los hizo sustancialmente más limpios.